# گنجایش زیستی
گنجایش زیستی (به انگلیسی: Biological capacity) یا زیست‌گنجایش (به انگلیسی: Biocapacity) یک اکوسیستم برآوردی از تولید آن از مواد بیولوژیکی خاص مانند منابع طبیعی و جذب و فیلتر کردن سایر مواد مانند دی‌اکسید کربن از جو است.
گنجایش زیستی بر حسب هکتار جهانی برای هر نفر بیان می‌شود، بنابر این به جمعیت انسانی بستگی دارد. یک هکتار جهانی یک واحد تعدیل شده‌ است که میانگین بهره‌وری زیست‌شناختی همه هکتارهای بارور روی کرهٔ زمین را در یک سال معین نشان می‌دهد (زیرا همه هکتارها به میزان یکسان خدمت بوم‌سازگان تولید نمی‌کنند). گنجایش زیستی از داده‌های جمعیت و کاربری سرزمین در سازمان ملل برآورد می‌شود و ممکن است در چندین سطح مختلف منطقه‌ای مانند یک شهر، یک کشور یا در کل جهان گزارش شود.